# Július 1.
Július 1. az év 182. (szökőévben 183.) napja a Gergely-naptár szerint. Az évből még 183 nap van hátra.
Névnapok: Annamária, Tihamér + Anilla, Anna, Annabell, Annabella, Annamari,  Áron, Denver, Detre, Dévald, Előd, Gyula, Lévi, Ninett, Ninetta, Ninon, Olivér, Tábita, Talita, Teobald, Teobalda, Tibald, Tibold

## Események
- 1520 – Hernán Cortés spanyol és tlaxcalai csapatainak éjszakai menekülése a fellázadt Tenocstitlanból, súlyos veszteségek árán. Spanyol néven ezt La Noche triste(wd)néven nevezték  (a „szomorú éjszaka”, június 30-ról július 1-re virradó éjszaka).
- 1847 – Kibocsátották az Amerikai Egyesült Államok első postabélyegét.
- 1862 – Megnyitotta kapuit az Oroszországi Állami Könyvtár.
- 1867 – Kanada (Új-Skócia, Új-Brunswick, Ontario és Quebec tartományok) függetlenné vált az Egyesült Királyságtól.
- 1868 – A Magyar Államvasutak megalapítása.
- 1900 – Ferenc Ferdinánd osztrák főherceg, az Osztrák–Magyar Monarchia trónörököse – dacolva a császári ház ellenzésével – feleségül veszi Chotek Zsófia grófnőt.
- 1904 – Megkezdődnek a III. nyári olimpiai játékok St. Louisban.
- 1917 – A galíciai fronton megindul a Kerenszkij-offenzíva.
- 1933 – Építeni kezdik a lakihegyi adótornyot.
- 1962 – Ruanda független állam lesz.
- 1962 – Népszavazás Algéria függetlenségéről és szuverenitásáról.
- 1968 – Aláírásra megnyitják az Atomsorompó-egyezményt(wd), az első aláíró Finnország.
- 1977 – Megszűnik a vámhatár az EGK és az EFTA országok között
- 1990 – Az NDK és az NSZK vám – és valutaunióra lép.
- 1991 – Ténylegesen is megszűnik a Varsói Szerződés.
- 1997 – Hongkongot visszakapja Kína.
- 2000 – Átadják az Öresund-hidat Dánia és Svédország között.
- 2002 – Megalapítják a hágai Nemzetközi Büntetőbíróságot.
- 2002 – Az Európai Gazdasági és Monetáris Unió 11 tagállamában kizárólagos fizetőeszközé válik az euró.
- 2004 – A Cassini–Huygens űrszonda sikeresen pályára áll a Szaturnusz körül, majd megkezdi a gyűrűs bolygónak és 31 ismert holdjának négy éven át tartó tanulmányozását.
- 2004 – Horst Köhler lesz Németország szövetségi elnöke (elődje Johannes Rau).
- 2011 – Polgári szertartással házasságot köt II. Albert monacói herceg és Charlene Wittstock dél-afrikai úszónő.
- 2013 – Horvátország belép az Európai Unióba.
- 2022 – Megjelennek Magyarországon az új, AA AA-001 formátumú forgalmi rendszámok az AAA-001 formátumúakat váltva.
- 2024 – Bevezetik Magyarországon a MOHU RePont rendszert, amely 50 Ft betétdíjat vet ki az italos csomagolásokra, amelyeket viszont lehetőség van visszaváltani.

### Sportesemények
Formula–1
- 1951 –  Francia nagydíj, Reims – Győztes: Juan Manuel Fangio  és Luigi Fagioli  (Alfa Romeo)
- 1956 –  Francia nagydíj, Reims – Győztes: Peter Collins  (Ferrari)
- 1973 –  Francia nagydíj, Paul Ricard – Győztes:  Ronnie Peterson  (Lotus Ford)
- 1979 –  Francia nagydíj, Dijon – Győztes:  Jean-Pierre Jabouille  (Renault Turbo)
- 2001 –  Francia nagydíj, Magny-Cours – Győztes:  Michael Schumacher  (Ferrari)
- 2007 –  Francia nagydíj, Magny-Cours – Győztes:  Kimi Räikkönen  (Ferrari)
- 2018 –  osztrák nagydíj, Red Bull Ring – Győztes: Max Verstappen  (Red Bull-TAG Heuer)

Labdarúgó-Európa-bajnokság
- 2012 –   2012-es EB döntő, Kijevi Olimpiai Stadion – Győztes: Spanyolország

## Születések
- 1336 – Fülöp, Orléans első hercege, VI. Fülöp francia király fia († 1375)
- 1481 – II. Keresztély, Dánia, Norvégia és Svédország királya († 1559)
- 1506 – II. Lajos magyar és cseh király († 1526)
- 1646 – Gottfried Wilhelm Leibniz német matematikus, filozófus († 1716)
- 1742 – Georg Christoph Lichtenberg német író, matematikus, a kísérleti fizika első német professzora († 1799)
- 1804 – George Sand francia írónő († 1876)
- 1818 – Semmelweis Ignác magyar orvos († 1865)
- 1842 – Batthyány Ilona grófnő († 1929)
- 1872 – Louis Blériot francia mérnök, gépkonstruktőr, a repülés úttörője († 1936)
- 1883 – Friedrich István politikus, magyar miniszterelnök († 1951)
- 1894 – Henryk Sławik vértanúságot szenvedett lengyel diplomata, embermentő († 1944)
- 1899 – Charles Laughton Oscar-díjas angol színész, filmszínész, producer, filmrendező († 1962)
- 1901 – Ignotus Pál magyar író († 1978)
- 1902 – William Wyler háromszoros Oscar-díjas amerikai filmrendező és filmproducer († 1981)
- 1906 – Estée Lauder (er. Josephine Esther Mentzer) amerikai üzletasszony († 2004)
- 1915 – Willie Dixon amerikai blues-zenész († 1992)
- 1915 – Spéter Erzsébet az Amerikai Egyesült Államokba emigrált magyar mecénás, médiaszemélyiség († 2007)
- 1916 – Olivia de Havilland kétszeres Oscar-díjas amerikai színésznő († 2020)
- 1919 – Gordon Watson brit autóversenyző († 1989)
- 1923 – Pajor Kornél világbajnok gyorskorcsolyázó († 2016)
- 1934 – Sydney Pollack Oscar-díjas amerikai filmrendező, producer, színész († 2008)
- 1935 – David Prowse angol színész († 2020)
- 1942 – Geneviève Bujold kanadai színésznő
- 1944 – Bart István magyar író, műfordító, könyvkiadó († 2019)
- 1947 – Kazuyoshi Hoshino japán autóversenyző
- 1947 – Maróti Gábor magyar színész († 2010)
- 1951 – Gedővári Imre olimpiai bajnok vívó († 2014)
- 1951 – Szánti Judit magyar énekesnő, gitáros, dalszövegíró († 2021)
- 1952 – Dan Aykroyd amerikai színész
- 1953 – Lawrence Gonzi máltai politikus, miniszterelnök
- 1954 – Horkai György olimpiai bajnok magyar vízilabdázó
- 1956 – Bence Lajos szlovéniai magyar költő, tanulmányíró, publicista, pedagógus, szerkesztő
- 1959 – Pleszkán Frigyes magyar jazz zongorista († 2011)
- 1961 – Diána walesi hercegné (sz. Lady Diana Frances Spencer) („Lady Di”), († 1997)
- 1967 – Pamela Anderson kanadai-amerikai színésznő, fotómodell
- 1972 – Davit Bakradze grúz politikus
- 1974 – Makszim Szusinszkij, orosz jégkorongozó
- 1975 – Lázár Balázs magyar színész
- 1976 – Ruud van Nistelrooy holland labdarúgó
- 1977 – Molnár Balázs magyar válogatott labdarúgó, jelenleg a Haladás játékosa
- 1977 – Liv Tyler amerikai színésznő
- 1980 – Berki Krisztián magyar labdarúgó, a Ferencváros Labdarúgó Zrt. korábbi vezérigazgatója († 2022)
- 1982 – Czitor Attila magyar színész
- 1983 – Juhász Roland magyar labdarúgó, a Videoton korábbi hátvédje
- 1985 – Csémy Balázs magyar színész
- 1987 – Claudio Pätz svájci curlingjátékos
- 1988 – Evan Ellingson amerikai színész
- 1989
  - Mitch Hewer angol színész, modell
  - Daniel Ricciardo ausztrál autóversenyző
- 1996 – Cshö Miszon, dél-koreai íjásznő

## Halálozások
- 1736 – III. Ahmed, az Oszmán Birodalom 24. szultánja (* 1673)
- 1757 – szeniczei Bárány György evangélikus lelkész (* 1682)
- 1782 – Charles Watson-Wentworth angol főúr, a Térdszalagrend lovagja, királyi titkos tanácsos, whig párti brit politikus, miniszterelnök (* 1730)
- 1784 – Wilhelm Friedemann Bach német orgonista, zeneszerző (* 1710)
- 1839 – II. Mahmud, az Oszmán Birodalom 31. szultánja (* 1785)
- 1860 – Charles Goodyear, a vulkanizált gumi feltalálója (* 1800)
- 1881 – Rudolf Hermann Lotze német filozófus (* 1817)
- 1896 – Harriet Beecher Stowe amerikai írónő, a Tamás bátya kunyhója szerzője (* 1811)
- 1907 – Doby Jenő rézmetsző, rézkarcoló, festőművész (* 1834)
- 1914 – Zsélyi Aladár gépészmérnök, repülőgép-tervező, a magyar repülés úttörője (* 1883)
- 1925 – Erik Satie francia zeneszerző, zongoraművész (* 1866)
- 1934 – Ernst Röhm német katona, politikus, a Sturmabteilung alapítója (* 1887)
- 1935 – Arthur Arz von Straussenburg erdélyi szász szárm. magyar katonatiszt, cs. és kir. vezérezredes, I. világháborús hadvezér, 1917–18-ig az Osztrák–Magyar Monarchia vezérkari főnöke (* 1857)
- 1950 – Eliel Saarinen finn építész (* 1873)
- 1964 – Pierre Monteux francia karmester (* 1875)
- 1971 – William Lawrence Bragg Nobel-díjas angol fizikus (* 1890)
- 1974 – Juan Domingo Perón argentin politikus, köztársasági elnök (* 1895)
- 1979 – Gyenge Árpád Jászai Mari-díjas színész (* 1925)
- 1981 – Breuer Marcell építész, formatervező, a Bauhaus mestere (* 1902)
- 1983 – Buckminster Fuller amerikai autodidakta formatervező, építész, író, feltaláló (* 1895)
- 1983 – Molnár István olimpiai bajnok vízilabdázó (* 1913)
- 1984 – Moshe Feldenkrais, a Feldenkrais-módszer kidolgozója (* 1904)
- 1989 – Gordon Watson brit autóversenyző (* 1919)
- 1997 – Robert Mitchum amerikai színész (* 1917)
- 1998 – Gordon Henderson dél-afrikai autóversenyző (* 1920)
- 1998 – Kunfalvi Rezső fizikatanár (* 1905)
- 2000 – Walter Matthau Oscar-díjas amerikai színész (* 1920)
- 2001 – Nyikolaj Gennagyijevics Baszov Nobel-díjas szovjet-orosz fizikus (* 1922)
- 2002 – David Clarke brit autóversenyző (* 1929)
- 2004 – Marlon Brando kétszeres Oscar-díjas amerikai színész, filmrendező (* 1924)
- 2005 – Luther Vandross amerikai R&B énekes (* 1951)
- 2009 – Karl Malden Oscar-díjas amerikai színész („San Francisco utcáin”, „A vágy villamosa”) (* 1912)
- 2014 – Csizmadia László magyar színész, a Kecskeméti Katona József Nemzeti Színház örökös tagja (* 1934)
- 2017 – Simon György Jászai Mari-díjas magyar színész, érdemes művész (* 1923)
- 2024 – Ismail Kadare albán író, költő (* 1936)

## Nemzeti ünnepek, emléknapok, világnapok
- Semmelweis Ignác születésére emlékezve ezen a napon tartják hazánkban a Semmelweis-napot, A magyar egészségügy napjat, az egészségügyi dolgozók napját
- A köztisztviselők és kormánytisztviselők napja Magyarországon
- Burundi: a függetlenség napja
- Kanada: Kanada napja
- Ruanda: a függetlenség napja
- Kína: a kommunista párt megalakulása
- Suriname: A szabadság napja
- Ghána: a köztársaság napja